# Cantone di Auch-Nord-Ovest
Il Cantone di Auch-Nord-Ovest era una divisione amministrativa dell'arrondissement di Auch, con capoluogo Auch. Situato nel dipartimento di Gers e nella regione dei Midi-Pirenei, ha un'altitudine compresa fra i 100 metri livello del mare di Sainte-Christie e i 281 metri sul livello del mare del capoluogo, per una media di 190 metri.
A seguito della riforma approvata con decreto del 26 febbraio 2014, che ha avuto attuazione dopo le elezioni dipartimentali del 2015, è stato soppresso.

## Composizione
Il cantone comprendeva una parte di Auch (per l'appunto i quartieri nordoccidentali) e altri 7 comuni. Ecco l'elenco: 
- Auch
- Castin
- Duran
- Mirepoix
- Montaut-les-Créneaux
- Preignan
- Roquelaure
- Sainte-Christie